# Strada statale 673 Tangenziale di Foggia
La strada statale 673 Tangenziale di Foggia (SS 673), già nota come strada statale 673 Tangenziale Est di Foggia (SS 673) e ancor prima in parte come nuova strada ANAS 361 ex SS 16 Variante di Foggia (NSA 361) è una strada statale italiana il cui percorso si snoda interamente in Puglia, nel territorio del comune di Foggia. È una strada statale a carreggiata unica con caratteristiche da strada extraurbana secondaria, salvo una parte del percorso che presenta due corsie per senso di marcia senza incroci a raso in assenza di spartitraffico.

## Descrizione
Questa arteria nacque con l'esigenza di creare un itinerario alternativo al vecchio tracciato della strada statale 16 Adriatica che attraversa il centro abitato di Foggia (Via san Severo, Piazza del Lago, Corso Vittorio Emanuele II, Via Bari, Corso del Mezzogiorno) per i traffici provenienti da e diretti a nord (e quindi da San Severo) e a sud (e quindi da Cerignola), unitamente alla possibilità di accedere all'A14 Bologna-Taranto.
La tangenziale ha origine a nord di Foggia, all'incirca al km 670 della SS 16. Il suo primo tratto non presenta le caratteristiche tipiche del resto del percorso, con una sola corsia per senso di marcia fino al primo svincolo, corrispondente ad una intersezione a raso con la strada comunale vicinale Sprecacenere. La strada, dopo aver curvato leggermente verso destra, prevede uno svincolo per mantenersi sulla SS 673, mentre la carreggiata principale proseguendo costituisce la diramazione SS 673 dir, utile per il traffico proveniente da nord per accedere alla SS89 in direzione del Gargano.
Imboccando invece lo svincolo a destra e quindi continuando sulla SS 673, dopo poche centinaia di metri è presente lo svincolo per il casello autostradale di Foggia dell'A14. Da questo punto in poi, la strada assume le caratteristiche tipiche di una carreggiata unica con due corsie per senso di marcia, incontrando subito l'interconnessione con la SS 89: si tratta di uno svincolo a quadrifoglio incompleto, poiché è assente la possibilità di imboccare la SS 89 verso Manfredonia per chi proviene da nord, svincolo che è rappresentato dalla precedente SS 673 dir.
Successivamente seguono gli svincoli di Foggia - Villaggio degli Artigiani, Foggia - Ferrovia, Via del Mare (SP 73), strada provinciale 75 di Trinitapoli (ex strada statale 544 di Trinitapoli) per raggiungere quindi l'innesto sulla SS 16 nei pressi del km 681 circa (dunque a sud-est del centro cittadino). Da qui la strada volge verso ovest in direzione dell'aeroporto Gino Lisa, presso cui vi è lo svincolo con la SS655 che conduce in Basilicata.
Più oltre vi sono l'innesto con l'antica strada statale 90 delle Puglie diretta in Campania, e l'innesto con la SS17 che conduce in Molise. La strada ha infine termine sulla SS16 poco dopo l'incrocio con Via San Severo, dopo aver compiuto un giro completo (in senso antiorario) attorno alla città. 

### Tabella percorso
| STRADA STATALE 673 Tangenziale di Foggia |                                                                                          |      |           |
| Tipo                                     | Indicazione                                                                              | ↓km↓ | Provincia |
|                                          | Adriatica                                                                                | 0,0  | FG        |
|                                          | SCV Sprecacenere                                                                         | 2,0  | FG        |
|                                          | Tangenziale Est di Foggia (In direzione sud solo uscita, in direzione nord solo entrata) | 3,6  | FG        |
|                                          | Bologna-Taranto (svincolo di Foggia)                                                     | 4,0  | FG        |
|                                          | Garganica                                                                                | 4,8  | FG        |
|                                          | per Foggia SC Castiglione-Casermette                                                     | 6,9  | FG        |
|                                          | Via del Mare, per Foggia, Zapponeta                                                      | 8,8  | FG        |
|                                          | di Trinitapoli (ex di Trinitapoli)                                                       | 11,3 | FG        |
|                                          | Adriatica                                                                                | 14,1 | FG        |
|                                          | ...continua...                                                                           | ...  | FG        |

## Storia
Sebbene la nomenclatura faccia la sua apparizione sin dal 2005, è solo col decreto del presidente del Consiglio dei ministri dell'8 luglio 2010 è stata formalizzata la sua classificazione come statale 673 Tangenziale Est di Foggia (SS 673).
L'arteria ha poi raggiunto la sua attuale definizione includendo anche la preesistente variante della strada statale 16 Adriatica che aggirava il centro abitato di Foggia da ovest e sud nel corso del 2011, tracciato che era stato provvisoriamente denominato nuova strada ANAS 361 SS 16 Variante di Foggia (NSA 361); con questa inclusione è cambiata la denominazione della statale, assumendo quella attuale.
L'itinerario che tuttora la caratterizza è il seguente: "Innesto con la S.S. n. 16 a Nord di Foggia - Svincolo con la S.S. n. 673 dir - Svincolo con la S.S. n. 655 - Svincolo con la S.S. n. 17 - Innesto con la S.S. n. 16 a Nord di Foggia".

## Strada statale 673 dir Tangenziale Est di Foggia
La strada statale 673 dir Tangenziale Est di Foggia (SS 673 dir) è una strada statale italiana il cui percorso si snoda interamente in Puglia, nel territorio del comune di Foggia. Si tratta di una diramazione della SS 673, la cui funzione è di interconnessione tra quest'ultima col casello autostradale "Foggia" dell'Autostrada A14 e la strada statale 89 Garganica.
Ha origine dallo svincolo della SS 673 per Manfredonia all'altezza del km 3,6 (in direzione opposta, è possibile solo imboccare la SS 673 in direzione nord). La strada prosegue per mezzo chilometro, fino allo svincolo per l'A14 il quale è però incompleto: difatti l'uscita dalla SS 673 dir per entrare in autostrada è assente, poiché il compito medesimo è affidato alla SS 673 stessa. L'arteria prosegue quindi fino ad innestarsi sulla SS 89.
Sebbene la nomenclatura faccia la sua apparizione sin dal 2005, è solo col decreto del presidente del Consiglio dei ministri dell'8 luglio 2010 è stata formalizzata la sua classificazione; l'itinerario che la contraddistingue è il seguente: "Innesto con la S.S. n. 673 presso Foggia - Innesto con la S.S. n. 89 presso Foggia".

### Tabella percorso
| STRADA STATALE 673 DIR Tangenziale Est di Foggia |                                                                                        |      |           |
| Tipo                                             | Indicazione                                                                            | ↓km↓ | Provincia |
|                                                  | Tangenziale Est di Foggia (Allacciamento soltanto in direzione nord)                   | 0,0  | FG        |
|                                                  | Bologna-Taranto (svincolo di Foggia) (Ingresso in autostrada solo in direzione SS 673) | 0,5  | FG        |
|                                                  | Garganica                                                                              | 0,9  | FG        |